# Обуховицы
Обу́ховицы — деревня в Торопецком районе Тверской области в Плоскошском сельском поселении.

## География
Расположена примерно в 12 километре к северу от села Волок на реке Серёжа.

## История
На топографической карте Фёдора Шуберта, изданной в 1871 году значится деревня Обуховицы. Имела 9 дворов. 
В списке населённых мест Псковской губернии за 1885 год значится деревня Обуховецъ (Обуховицы). 8 дворов, 64 жителя.
На карте РККА 1923—1941 годов обозначена деревня Обуховицы. Имела 22 двора. 

## Население
Население по переписи 2002 года — 7 человек.
| 2010 |
| ---- |
| 0    |